# Reggina Calcio 2006-2007
Questa voce raccoglie le informazioni riguardanti la Reggina Calcio nella stagione 2006-2007.

## Stagione
A seguito dello scandalo di Calciopoli, il 7 agosto 2006 la Reggina viene deferita per violazione degli articoli 1 e 6 del regolamento federale (illecito sportivo), essendo accusata per responsabilità diretta del presidente Lillo Foti: secondo l'inchiesta, avrebbe usufruito di illeciti vantaggi nella classifica della stagione 2004-2005, attraverso il controllo delle designazioni arbitrali. A processo concluso, la società viene penalizzata di quindici punti, da scontare nel campionato di Serie A 2006-2007.
La pena viene confermata dalla Corte Federale il 26 agosto 2006 ed il presidente Foti viene squalificato per due anni e sei mesi, poi ridotti a un anno e un mese. Il 12 dicembre 2006 arriva tuttavia una riduzione di 4 punti, portando così a 11 i punti di penalizzazione.
Il 27 maggio la Reggina conferma la sua permanenza in Serie A, apprestandosi a disputare l'ottava stagione nel massimo campionato (di cui sei consecutive): diviene pertanto la squadra calabrese con il maggior numero di stagioni disputate in massima serie.
Nonostante la penalizzazione, la squadra ottiene sul campo 51 punti in 38 giornate di campionato (40, considerando la penalizzazione), frutto di 12 vittorie, 15 pareggi e 11 sconfitte. La prolifica coppia di attaccanti formata da Nicola Amoruso e Rolando Bianchi mette a segno in totale 35 reti, 17 da parte del primo e 18 da parte del secondo.
Al termine della stagione, l'allenatore ed i giocatori in rosa (compresi quelli ceduti durante la sessione invernale di calciomercato) sono stati insigniti della cittadinanza onoraria di Reggio Calabria.

## Divise e sponsor
Il materiale tecnico fu fornito dalla Onze, mentre gli sponsor di maglia furono ancora la GICOS e la Regione Calabria.
| Casa | Trasferta | Terza maglia |

## Rosa
| N. |                       | Ruolo | Calciatore                      |
| -- | --------------------- | ----- | ------------------------------- |
| 1  | Italia (bandiera)     | P     | Ivan Pelizzoli                  |
| 2  | Italia (bandiera)     | C     | Riccardo Nardini                |
| 3  | Italia (bandiera)     | D     | Giovanni Morabito               |
| 4  | Italia (bandiera)     | D     | Antonio Giosa                   |
| 5  | Italia (bandiera)     | D     | Palmiro Di Dio                  |
| 6  | Italia (bandiera)     | D     | Salvatore Aronica               |
| 7  | Portogallo (bandiera) | D     | Ricardo Esteves                 |
| 8  | Italia (bandiera)     | C     | Luca Tognozzi                   |
| 9  | Italia (bandiera)     | A     | Rolando Bianchi                 |
| 10 | Italia (bandiera)     | A     | Pasquale Foggia                 |
| 11 | Argentina (bandiera)  | C     | Leonel Ríos                     |
| 12 | Italia (bandiera)     | P     | Pietro Marino                   |
| 13 | Italia (bandiera)     | D     | Alessandro Lucarelli (capitano) |
| 14 | Italia (bandiera)     | C     | Alessandro Carlo Gazzi          |
| 14 | Italia (bandiera)     | C     | Filippo Carobbio                |
| 15 | Italia (bandiera)     | C     | Antonino Barillà                |
| 16 | Italia (bandiera)     | C     | Daniele Amerini                 |
| 17 | Italia (bandiera)     | A     | Nicola Amoruso                  |
| 18 | Danimarca (bandiera)  | A     | Nicki Bille Nielsen             |

| N. |                     | Ruolo | Calciatore          |
| -- | ------------------- | ----- | ------------------- |
| 19 | Italia (bandiera)   | C     | Giacomo Tedesco     |
| 20 | Italia (bandiera)   | C     | Giandomenico Mesto  |
| 21 | Italia (bandiera)   | C     | Ivan Castiglia      |
| 22 | Serbia (bandiera)   | P     | Nenad Novaković     |
| 23 | Italia (bandiera)   | D     | Francesco Modesto   |
| 25 | Italia (bandiera)   | C     | Luca Vigiani        |
| 27 | Honduras (bandiera) | C     | Julio César de León |
| 30 | Italia (bandiera)   | P     | Andrea Campagnolo   |
| 32 | Italia (bandiera)   | C     | Leonardo Gatto      |
| 34 | Italia (bandiera)   | C     | Simone Missiroli    |
| 35 | Italia (bandiera)   | C     | Pasquale Porcaro    |
| 36 | Italia (bandiera)   | C     | Nikolas Kras        |
| 38 | Albania (bandiera)  | A     | Henry Shiba         |
| 39 | Italia (bandiera)   | C     | Nicolas Viola       |
| 41 | Italia (bandiera)   | D     | Antonio Sapone      |
| 55 | Italia (bandiera)   | D     | Maurizio Lanzaro    |
| 99 | Italia (bandiera)   | P     | Christian Puggioni  |
|    | Austria (bandiera)  | C     | Daniel Beichler     |

## Risultati

### Serie A

#### Girone di andata
| Arbitro: | Ayroldi (Molfetta) |

|                                                      |           |                                 |
| Bresciano 11’ Biava 17’ Corini 27’ (rig.) Amauri 67’ | Marcatori | 42’, 55’, 78’ (rig.) R. Bianchi |

| Arbitro: | Girardi (San Donà di Piave) |

|                                 |           |                  |
| A. Lucarelli 52’ R. Bianchi 93’ | Marcatori | 62’ (rig.) Suazo |

| Arbitro: | Saccani (Mantova) |

|                 |           |  |
| Riganò 25’, 85’ | Marcatori |  |

| Arbitro: | Brighi (Cesena) |

|             |           |             |
| Modesto 56’ | Marcatori | 65’ Comotto |

| Arbitro: | Pantana (Macerata) |

|          |           |                 |
| Loria 3’ | Marcatori | 6’ Gia. Tedesco |

| Arbitro: | Trefoloni (Siena) |

|             |           |  |
| Amoruso 49’ | Marcatori |  |

| Arbitro: | Marelli (Como) |

|                                |           |  |
| Mutu 31’ Santana 43’ Blasi 55’ | Marcatori |  |

| Arbitro: | Rosetti (Torino) |

|                                 |           |                          |
| Amoruso 33’, 77’ R. Bianchi 76’ | Marcatori | 39’ Budan 85’ Gasbarroni |

| Roma 29 ottobre 2006, ore 15:00 CET 9ª giornata | Lazio             | 0 – 0 referto | Reggina | Stadio Olimpico (18 315 spett.)\| Arbitro: \| Gava (Conegliano) \| |
| Arbitro:                                        | Gava (Conegliano) |               |         |                                                                    |

| Arbitro: | Tagliavento (Terni) |

|  |           |            |
|  | Marcatori | 69’ Corona |

| Arbitro: | Rizzoli (Bologna) |

|  |           |                       |
|  | Marcatori | 71’ (rig.) R. Bianchi |

| Arbitro: | Rocchi (Firenze) |

|           |           |  |
| Crespo 4’ | Marcatori |  |

| Arbitro: | Giannoccaro (Lecce) |

|                         |           |                              |
| R. Bianchi 63’ León 78’ | Marcatori | 22’ Galante 27’ C. Lucarelli |

| Arbitro: | Bertini (Arezzo) |

|              |           |                |
| Iaquinta 69’ | Marcatori | 35’ R. Bianchi |

| Arbitro: | Messina (Bergamo) |

|                              |           |              |
| A. Lucarelli 29’ Amoruso 78’ | Marcatori | 84’ Pecorari |

| Arbitro: | Rosetti (Torino) |

|  |           |                  |
|  | Marcatori | 68’ Quagliarella |

| Arbitro: | Farina (Novi Ligure) |

|                                         |           |                         |
| Sammarco 27’ Cossato 44’ Tiribocchi 88’ | Marcatori | 17’ Amoruso 78’ Modesto |

| Arbitro: | Trefoloni (Siena) |

|                                        |           |                    |
| León 4’ Amoruso 8’, 27’ R. Bianchi 43’ | Marcatori | 67’ (rig.) Saudati |

| Arbitro: | Ayroldi (Molfetta) |

|                                    |           |                |
| Pirlo 6’ Seedorf 35’ Gilardino 78’ | Marcatori | 67’ R. Bianchi |

#### Girone di ritorno
| Reggio Calabria 20 gennaio 2007, ore 20:30 CET 20ª giornata | Reggina          | 0 – 0 referto | Palermo | Stadio Oreste Granillo (11 745 spett.)\| Arbitro: \| Bertini (Arezzo) \| |
| Arbitro:                                                    | Bertini (Arezzo) |               |         |                                                                          |

| Arbitro: | De Marco (Chiavari) |

|  |           |                  |
|  | Marcatori | 47’, 58’ Vigiani |

| Arbitro: | Rizzoli (Bologna) |

|                                        |           |            |
| R. Bianchi 13’ Amoruso 54’, 72’ (rig.) | Marcatori | 27’ Riganò |

| Arbitro: | Rocchi (Firenze) |

|             |           |                     |
| Comotto 49’ | Marcatori | 48’, 58’ R. Bianchi |

| Arbitro: | Bergonzi (Genova) |

|             |           |                    |
| Amoruso 64’ | Marcatori | 75’ (aut.) Lanzaro |

| Arbitro: | Tagliavento (Terni) |

|                                  |           |  |
| Tavano 55’ Mexes 65’ Panucci 90’ | Marcatori |  |

| Arbitro: | Rizzoli (Bologna) |

|            |           |                 |
| Foggia 57’ | Marcatori | 87’ (rig.) Mutu |

| Arbitro: | Farina (Novi Ligure) |

|                               |           |                     |
| Budan 23’ G. Rossi 97’ (rig.) | Marcatori | 14’, 40’ R. Bianchi |

| Arbitro: | Saccani (Mantova) |

|                             |           |                                          |
| Gia. Tedesco 26’ Foggia 65’ | Marcatori | 45’ C. Manfredini 46’ Pandev 79’ Makinwa |

| Arbitro: | Girardi (San Donà di Piave) |

|                |           |                                                       |
| F. Rossini 90’ | Marcatori | 57’ Amoruso 62’ Foggia 85’ (rig.) Bianchi 88’ Esteves |

| Arbitro: | Morganti (Ascoli Piceno) |

|  |           |              |
|  | Marcatori | 47’ Bertotto |

| Reggio Calabria 7 aprile 2007, ore 15:00 CEST 31ª giornata | Reggina          | 0 – 0 referto | Inter | Stadio Oreste Granillo (20 000 spett.)\| Arbitro: \| Bertini (Arezzo) \| |
| Arbitro:                                                   | Bertini (Arezzo) |               |       |                                                                          |

| Arbitro: | Saccani (Mantova) |

|                  |           |                |
| C. Lucarelli 28’ | Marcatori | 31’ R. Bianchi |

| Arbitro: | Tagliavento (Terni) |

|                    |           |             |
| Amoruso 84’ (rig.) | Marcatori | 26’ Muntari |

| Arbitro: | Rocchi (Firenze) |

|                      |           |                             |
| Fini 14’ Bonanni 82’ | Marcatori | 24’, 32’ Amoruso 52’ Foggia |

| Genova 6 maggio 2007, ore 15:00 CEST 35ª giornata | Sampdoria          | 0 – 0 referto | Reggina | Stadio Luigi Ferraris (17 264 spett.)\| Arbitro: \| Ayroldi (Molfetta) \| |
| Arbitro:                                          | Ayroldi (Molfetta) |               |         |                                                                           |

| Arbitro: | Messina (Bergamo) |

|                |           |            |
| R. Bianchi 53’ | Marcatori | 51’ Brighi |

| Arbitro: | Farina (Novi Ligure) |

|                                   |           |                                     |
| Vannucchi 9’ Moro 22’ Saudati 23’ | Marcatori | 52’ Vigiani 56’, 84’ (rig.) Amoruso |

| Arbitro: | Rocchi (Firenze) |

|                        |           |  |
| Amoruso 8’ Amerini 67’ | Marcatori |  |

### Coppa Italia

#### Preliminari
| Arbitro: | Stefanini (Prato) |

|                                       |           |             |
| Esteves 76’ Leon 107’ R. Bianchi 109’ | Marcatori | 90+2’ Gaeta |

| Arbitro: | Pierpaoli (Firenze) |

|  |           |             |
|  | Marcatori | 77’ Modesto |

| Arbitro: | Farina (Novi Ligure) |

|  |           |                   |
|  | Marcatori | 105’ A. Lucarelli |

#### Fase finale
| Arbitro: | Pantana (Macerata) |

|                        |           |                         |
| Nielsen 26’ Di Dio 37’ | Marcatori | 78’ Obinna 87’ Sammarco |

| Arbitro: | Ciampi (Roma 1) |

|                |           |           |
| Tiribocchi 10’ | Marcatori | 87’ Giosa |

## Statistiche

### Statistiche di squadra
| Competizione | Punti | In casa | In casa | In casa | In casa | In casa | In casa | In trasferta | In trasferta | In trasferta | In trasferta | In trasferta | In trasferta | Totale | Totale | Totale | Totale | Totale | Totale | D.R. |
| Competizione | Punti | G       | V       | N       | P       | Gf      | Gs      | G            | V            | N            | P            | Gf           | Gs           | G      | V      | N      | P      | Gf     | Gs     | D.R. |
| ------------ | ----- | ------- | ------- | ------- | ------- | ------- | ------- | ------------ | ------------ | ------------ | ------------ | ------------ | ------------ | ------ | ------ | ------ | ------ | ------ | ------ | ---- |
| Serie A      | 40    | 19      | 7       | 8       | 4       | 26      | 19      | 19           | 5            | 7            | 7            | 26           | 31           | 38     | 12     | 15     | 11     | 52     | 50     | +2   |
| Coppa Italia | -     | 2       | 1       | 1       | 0       | 5       | 3       | 3            | 2            | 1            | 0            | 3            | 1            | 5      | 3      | 2      | 0      | 6      | 4      | +2   |
| Totale       | 40    | 21      | 8       | 9       | 4       | 31      | 22      | 22           | 7            | 8            | 7            | 29           | 32           | 43     | 15     | 17     | 11     | 58     | 54     | +4   |

### Andamento in campionato
| Giornata  | 1  | 2  | 3  | 4  | 5  | 6  | 7  | 8  | 9  | 10 | 11 | 12 | 13 | 14 | 15 | 16 | 17 | 18 | 19 | 20 | 21 | 22 | 23 | 24 | 25 | 26 | 27 | 28 | 29 | 30 | 31 | 32 | 33 | 34 | 35 | 36 | 37 | 38 |
| --------- | -- | -- | -- | -- | -- | -- | -- | -- | -- | -- | -- | -- | -- | -- | -- | -- | -- | -- | -- | -- | -- | -- | -- | -- | -- | -- | -- | -- | -- | -- | -- | -- | -- | -- | -- | -- | -- | -- |
| Luogo     | T  | C  | T  | C  | T  | C  | T  | C  | T  | C  | T  | T  | C  | T  | C  | C  | T  | C  | T  | C  | T  | C  | T  | C  | T  | C  | T  | C  | T  | C  | C  | T  | C  | T  | T  | C  | T  | C  |
| Risultato | P  | V  | P  | N  | N  | V  | P  | V  | N  | P  | V  | P  | N  | N  | V  | P  | P  | V  | P  | N  | V  | V  | V  | N  | P  | N  | N  | P  | V  | P  | N  | N  | N  | V  | N  | N  | N  | V  |
| Posizione | 19 | 19 | 19 | 19 | 19 | 19 | 20 | 20 | 19 | 19 | 18 | 20 | 20 | 20 | 19 | 19 | 19 | 18 | 18 | 19 | 18 | 17 | 15 | 15 | 16 | 16 | 15 | 17 | 16 | 17 | 17 | 16 | 18 | 16 | 16 | 17 | 17 | 14 |

Fonte:  Serie A – Classifiche, su statistichesulcalcio.com.
Legenda:

Luogo: C = Casa; T = Trasferta. Risultato: V = Vittoria; N = Pareggio; P = Sconfitta.

### Statistiche dei giocatori
Sono in corsivo i calciatori che hanno lasciato la società a stagione in corso.
| Giocatore     | Serie A  | Serie A | Serie A     | Serie A    | Coppa Italia | Coppa Italia | Coppa Italia | Coppa Italia | Totale   | Totale | Totale      | Totale     |
| Giocatore     | Presenze | Reti    | Ammonizioni | Espulsioni | Presenze     | Reti         | Ammonizioni  | Espulsioni   | Presenze | Reti   | Ammonizioni | Espulsioni |
| ------------- | -------- | ------- | ----------- | ---------- | ------------ | ------------ | ------------ | ------------ | -------- | ------ | ----------- | ---------- |
| D. Amerini    | 36       | 1       | 7           | 0          | 3            | 0            | 0            | 0            | 39       | 1      | 7           | 0          |
| N. Amoruso    | 34       | 17      | 5           | 0          | 2            | 0            | 0            | 0            | 36       | 17     | 5           | 0          |
| S. Aronica    | 35       | 0       | 9           | 1          | 4            | 0            | 0            | 0            | 39       | 0      | 9           | 1          |
| A. Barillà    | 4        | 0       | 0           | 0          | 3            | 0            | 0            | 0            | 7        | 0      | 0           | 0          |
| D. Beichler   | 0        | 0       | 0           | 0          | 0            | 0            | 0            | 0            | 0        | 0      | 0           | 0          |
| R. Bianchi    | 37       | 18      | 8           | 0          | 3            | 1            | 0            | 0            | 40       | 19     | 8           | 0          |
| A. Campagnolo | 15       | -18     | 0           | 0          | 1            | -2           | 0            | 0            | 16       | -20    | 0           | 0          |
| F. Carobbio   | 11       | 0       | 3           | 0          | 2            | 0            | 0            | 0            | 13       | 0      | 3           | 0          |
| I. Castiglia  | 0        | 0       | 0           | 0          | 2            | 0            | 0            | 0            | 2        | 0      | 0           | 0          |
| León          | 16       | 2       | 4           | 0          | 3            | 1            | 0            | 0            | 19       | 3      | 4           | 0          |
| P. Di Dio     | 6        | 0       | 1           | 0          | 2            | 1            | 0            | 0            | 8        | 1      | 1           | 0          |
| R. Esteves    | 14       | 1       | 2           | 0          | 4            | 1            | 0            | 0            | 18       | 2      | 2           | 0          |
| P. Foggia     | 15       | 4       | 3           | 0          | 0            | 0            | 0            | 0            | 15       | 4      | 3           | 0          |
| L. Gatto      | 0        | 0       | 0           | 0          | 0            | 0            | 0            | 0            | 0        | 0      | 0           | 0          |
| A. Gazzi      | 9        | 0       | 2           | 0          | 0            | 0            | 0            | 0            | 9        | 0      | 2           | 0          |
| A. Giosa      | 15       | 0       | 3           | 0          | 2            | 1            | 0            | 0            | 17       | 1      | 3           | 0          |
| N. Kras       | 0        | 0       | 0           | 0          | 0            | 0            | 0            | 0            | 0        | 0      | 0           | 0          |
| M. Lanzaro    | 32       | 0       | 10          | 1          | 3            | 0            | 0            | 0            | 35       | 0      | 10          | 1          |
| A. Lucarelli  | 34       | 2       | 12          | 1          | 4            | 1            | 0            | 0            | 38       | 3      | 12          | 1          |
| P. Marino     | 0        | -0      | 0           | 0          | 1            | -1           | 0            | 0            | 1        | -1     | 0           | 0          |
| G. Mesto      | 33       | 0       | 6           | 0          | 4            | 0            | 0            | 0            | 37       | 0      | 6           | 0          |
| S. Missiroli  | 22       | 0       | 6           | 0          | 5            | 0            | 0            | 0            | 27       | 0      | 6           | 0          |
| F. Modesto    | 35       | 2       | 6           | 0          | 3            | 1            | 0            | 0            | 38       | 3      | 6           | 0          |
| G. Morabito   | 0        | 0       | 0           | 0          | 1            | 0            | 0            | 0            | 1        | 0      | 0           | 0          |
| R. Nardini    | 12       | 0       | 0           | 0          | 0            | 0            | 0            | 0            | 12       | 0      | 0           | 0          |
| N. Nielsen    | 7        | 0       | 0           | 0          | 2            | 1            | 0            | 0            | 9        | 1      | 0           | 0          |
| N. Novaković  | 0        | 0       | 0           | 0          | 0            | 0            | 0            | 0            | 0        | 0      | 0           | 0          |
| I. Pelizzoli  | 21       | -26     | 0           | 0          | 3            | -1           | 0            | 0            | 24       | -27    | 0           | 0          |
| P. Porcaro    | 0        | 0       | 0           | 0          | 1            | 0            | 0            | 0            | 1        | 0      | 0           | 0          |
| C. Puggioni   | 3        | -6      | 0           | 0          | 0            | 0            | 0            | 0            | 3        | -6     | 0           | 0          |
| L. Rios       | 6        | 0       | 1           | 0          | 2            | 0            | 0            | 0            | 8        | 0      | 1           | 0          |
| A. Sapone     | 0        | 0       | 0           | 0          | 0            | 0            | 0            | 0            | 0        | 0      | 0           | 0          |
| H. Shiba      | 0        | 0       | 0           | 0          | 1            | 0            | 0            | 0            | 1        | 0      | 0           | 0          |
| G. Tedesco    | 35       | 2       | 10          | 1          | 2            | 0            | 0            | 0            | 37       | 2      | 10          | 1          |
| L. Tognozzi   | 24       | 0       | 4           | 0          | 2            | 0            | 0            | 0            | 26       | 0      | 4           | 0          |
| L. Vigiani    | 15       | 3       | 3           | 0          | 0            | 0            | 0            | 0            | 15       | 3      | 3           | 0          |
| N. Viola      | 0        | 0       | 0           | 0          | 0            | 0            | 0            | 0            | 0        | 0      | 0           | 0          |